# Cabirops reverberii
Cabirops reverberii är en kräftdjursart som beskrevs av Restivo 1971. Cabirops reverberii ingår i släktet Cabirops och familjen Cabiropidae.
Artens utbredningsområde är havet utanför Italien. Inga underarter finns listade i Catalogue of Life.